# Lutz Dammbeck

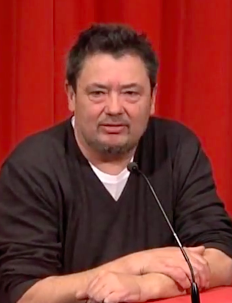
Lutz Dammbeck im Frankfurter Filmmuseum, November 2015

Lutz Dammbeck (* 17. Oktober 1948 in Leipzig) ist ein deutscher Maler, Grafiker und Filmemacher.

## Leben
Dammbeck wuchs in Leipzig als Sohn des Rennpferd-Trainers Walter Dammbeck und der Sekretärin Gertrud Dammbeck, geborene Hoyk auf. Seine Jugend wurde zum einen durch das regelmäßige Tennisspielen in der Südvorstadt geprägt, zum anderen durch die Tätigkeit des Vaters auf der Pferderennbahn. Seit er acht war, half Dammbeck in den Sommerferien im Stall aus. Die Arbeit band die ganze Familie ein, zog sie auf die Rennplätze verschiedener Städte und bestimmte den Lebensrhythmus. „Mir gefiel diese Mischung aus Sport, Zirkus und Geschäftemachen.“ Ab den 1950ern beherbergte die Familie Messegäste aus der BRD. Am 17. Juni 1953 konnte er den Einzug russischer Panzer in Leipzig beobachten.
Seine Mutter meldete ihn in einem privaten Zeichenzirkel einer ehemaligen Bauhaus-Schülerin an. Die Aufnahme in die Erweiterte Oberschule gelang mit Intervention der Mutter bei einer Klassenkameradin mit notwendigem Einfluss. In der Berufsausbildung mit Abitur wollte er eigentlich Landschaftsgestalter werden, für den aber alle Plätze vergeben waren. Dammbeck entschied sich Schriftsetzer zu werden, ohne zu wissen, was sich damit verband, und fand Gefallen am Beruf.

„Den Alltag im Betrieb bestimmten Materialmangel, Schlamperei und von Ideologie geleitete Planvorgaben. Staunend vernahmen wir Schüler den scharfen Spott der Arbeiter über ihren Staat. […] Mir gefielen der proletarische Witz und das Standesbewusstsein der Setzer und Drucker, das sich aus alten Traditionen speiste. Aber auch die Arbeit mit Bleilettern, […] das Herstellen der Probedrucke und der Geruch von Terpentin und Druckfarbe. Ich zeichnete gern, wollte aber künftig gern was mit Schrift machen.“

Zur Studiumsvorbereitung und Mappenberatung besuchte er Typografie-Kurse der Abendhochschule der Hochschule für Grafik und Buchkunst Leipzig. 1966 begann er dort sein Grundstudium in der Abteilung Buchgestaltung. An der Hochschule lehrten u. a. Egon Pruggmayer, Jan Tschichold, Walter Schiller und Heinz Wagner, in dessen Plakatklasse Dammbeck wechselte. Er hatte u. a. Kontakt mit der Fotografin Carin Plessing (* 1949), mit Günther Huniat, Lutz Friedel, Thomas Ranft, Hans-Hendrik Grimmling, Gil Schlesinger, Günter Firit und Frieder Heinze. Im mitgestalteten Studentenklub gab es Barbetrieb, Konzerte von Bands mit Auftrittsverbot, Jazz-Sessions und Tanz. Weitere Orte seines Studentenlebens waren u. a. eine Bar des Ring-Cafés und im Besonderen das Kino Casino. 1968 erlebte er, auf dem Rückweg von den Weltfestspielen in Sofia, die Besetzung Prags durch sowjetische Truppen.
In den frühen 1970er Jahren entdeckte Dammbeck den Animationsfilm als Experimentierfeld und Ausdrucksmittel.
Inspirationsquellen für ihn sind u. a. Franciszek Starkowieyski, Jan Lenica, Walerian Borowczyk, Filme im westdeutschen Fernsehen seit 1967, Filme von Michelangelo Antonioni und Jean-Luc Godard, amerikanische Cartoons, Pop Art und Rock-Musik (Cream, Vanilla Fudge, Jefferson Airplane, Renft), sowie die jährliche internationale Dokumentarfilmwoche in Leipzig.
Von 1972 bis 1974 leistete Dammbeck Dienst bei der NVA. Seit 1974 ist er freier Maler und Grafiker. Seit 1976 war er auch als Autor, Animator und Regisseur verschiedener Experimental- und Animationsfilme der DEFA und eigener Produktion tätig. Er hatte schon in der DDR und im Ausland eine bedeutende Zahl von Einzelausstellungen und Ausstellungsbeteiligungen, u. a. 1977/1978 und 1982/1983 an der VIII. und IX. Kunstausstellung der DDR in Dresden.
Seit 1979 arbeitete er an verschiedenen Aktions- und intermedialen Ausstellungsprojekten, gab eine Künstlerzeitschrift heraus und stiftete den alternativen Mogollon-Kunstpreis. Er nahm an der Internationalen Triennale der Handzeichnung in Zürich und Lausanne teil.
Fasziniert von den Filmen der klassischen Avantgarde, des Expanded Cinema und der Pop Art, begann Dammbeck Ende der 1970er Jahre sein Werk weg von der reinen Grafik und Zeichnung zu entwickeln. Er verwendete Fotografien, mischte Zeichnung und Realfilm, kombiniert mit Found Footage und Teilen aus Archivfilmen. Im Anschluss an die Uraufführung von Metamorphosen I erhielt er Zuspruch von Wieland Herzfeld, Bruder des von Dammbeck verehrten John Heartfield. Dies nahm Dammbeck als „Ritterschlag“ wahr.
Er notierte zu Hommage à la Sarraz:

„Über das Formale hinaus war für mich der Bezug auf den Geist von La Sarraz sowohl Polemik [als auch] … ein Verweis darauf, dass es nicht nur Bezugs- und Traditionslinien in der Zeit vor 1933 gab, die Slatan Dudow, Brecht und Kuhle Wampe hießen, sondern auch Fischinger, Richter, Eggeling, … und dass ich daran anknüpfen kann und will.“

1982 begann er mit der Arbeit am Herakles-Konzept, einem permanent fortgeschriebenen Gesamtkunstwerk aus Malerei, Collagen, Installationen, Filmen und Medieninszenierungen, Archiv und Collage zugleich, inspiriert durch den Text Herakles 2 oder Die Hydra Heiner Müllers, dem er das Märchen vom eigensinnigen Kind gegenüberstellt. Als Monteur sammelt, bearbeitet und fügt er Zeitungsausschnitte, Archivalien und Fotografien zu einer Archäologie der Erinnerung zusammen.
Seit 1984 arbeitete er an Mediencollagen aus Malerei, Tanz, Film und Musik, u. a. für das Bauhaus Dessau und die Internationalen Musikfestspiele Dresden, und konzipierte mit Freunden den 1. Leipziger Herbstsalon, eine außerhalb des Verbandes Bildender Künstler organisierte Ausstellung im Leipziger Messehaus. 1985 nahm er an der Internationalen Biennale in São Paulo teil.
Nach Ablehnung des zehnten Reiseantrags auf Genehmigung einer „Studienreise in das nichtsozialistische Ausland“ stellte er 1986 einen Ausreiseantrag und übersiedelte nach Hamburg. Dort setzte er das Herakles-Konzept fort und wendete sich verstärkt dem Dokumentar- und Animationsfilm zu. 1990 gründete er eine eigene Filmproduktionsfirma. Von 1992 bis 1993 war er Gastprofessor an der Fachhochschule für Gestaltung Hamburg und von 1998 bis 2015 Professor an der Hochschule für Bildende Künste Dresden. Er nahm u. a. an der Ausstellung Deutschlandbilder 1997 im Martin-Gropius-Bau Berlin und der Ausstellung Das XX. Jahrhundert teil.
2005 erhielt er den Käthe-Kollwitz-Preis und den Preis der DEFA-Stiftung zur Förderung der deutschen Filmkunst. 2019 tourte Lutz Dammbeck unter der Überschrift Art & Power: Lutz Dammbeck mit seinem filmischen Werk durch die USA.
Lutz Dammbeck ist seit 2015 Mitglied der Freien Akademie der Künste in Hamburg.

## Einzelausstellungen (Auswahl)
| Jahr    | Ort | Titel                                                    |
| ------- | --- | -------------------------------------------------------- |
| 1979    | Galerie Wort und Werk (mit Hendrik Grimmling), Leipzig                                                                   |                                                          |
| 1980    | Galerie Mitte, Dresden                                                                                                   |                                                          |
| 1983    | Kunstkabinett, Erfurt |                                                          |
| 1985    | Galerie Oben, Karl-Marx-Stadt                                                                                            |                                                          |
| 1986    | Bauhaus Dessau | Lutz Dammbeck – Bilder, Collagen, Aktionsdokumentationen |
| 1988    | Künstlerhaus Hamburg |                                                          |
| 1990    | Neue Gesellschaft für Bildende Kunst, Realismusstudio, Berlin                                                            |                                                          |
| 1994    | Galerie Atelier Sainte Anne, Brüssel                                                                                     |                                                          |
| 1997/98 | Haus am Waldsee, Berlin / Lindenau-Museum, Altenburg / Städtische Galerie Rähnitzgasse, Dresden / Kunstverein Heidelberg | Herakles Konzept                                         |
| 2000    | Brecht-Zentrum Berlin | Krieg der Viren II                                       |
| 2005    | Akademie der Künste Berlin                                                                                               | All Systems Go                                           |
| 2006    | Akademie der Künste Berlin                                                                                               | Paranoia                                                 |
| 2007    | Galerie COMA Berlin | Re_Re-Education                                          |
| 2010    | Kunst-Raum des Deutschen Bundestages, Berlin                                                                             | Atlasmacher                                              |
| 2010    | Sprengel Museum Hannover                                                                                                 | Re_Re-Education                                          |

## Filme (Autor, Animator, Regisseur, Produzent)
| Titel                                      | Land        | Jahr      | Länge | Art              | Produktion |
| ------------------------------------------ | ----------- | --------- | ----- | ---------------- | --- |
| Der Mond                                   | DDR         | 1975      | 6'    | Animationsfilm   | DEFA-Studio für Trickfilme, Dresden                                                                                      |
| Lebe!                                      | DDR         | 1978      | 10'   | Animationsfilm   | DEFA-Studio für Trickfilme, Dresden                                                                                      |
| Metamorphosen I                            | DDR         | 1978/1979 | 7'    | Experimentalfilm | Mogollon Film, Leipzig                                                                                                   |
| Der Schneider von Ulm                      | DDR         | 1979      | 14'   | Animationsfilm   | DEFA-Studio für Dokumentarfilme, Potsdam-Babelsberg                                                                      |
| Einmart                                    | DDR         | 1981      | 15'   | Animationsfilm   | DEFA-Studio für Trickfilme, Dresden                                                                                      |
| Hommage à la Sarraz                        | DDR         | 1981      | 12'   | Experimentalfilm | Mogollon Film, Leipzig                                                                                                   |
| Die Entdeckung                             | DDR         | 1983      | 17'   | Animationsfilm   | DEFA-Studio für Trickfilme, Dresden                                                                                      |
| 1. Leipziger Herbstsalon                   | DDR         | 1984/2006 | 20'   | Dokumentation    | Lutz Dammbeck Filmproduktion                                                                                             |
| Die Flut                                   | DDR         | 1986      | 10'   | Animationsfilm   | DEFA-Studio für Trickfilme, Dresden                                                                                      |
| Der Maler kam aus fremdem Land...          | BRD         | 1988      | 44'   | Dokumentarfilm   | Cinecentrum Hamburg für den SWF, Baden-Baden und den WDR, Köln                                                           |
| Herakles Höhle                             | Deutschland | 1983/1990 | 45'   | Experimentalfilm | Lutz Dammbeck Filmproduktion für den SWF, Baden-Baden                                                                    |
| Zeit der Götter                            | Deutschland | 1992      | 92'   | Dokumentarfilm   | Lutz Dammbeck Filmproduktion für den SWF, Baden-Baden                                                                    |
| Herzog Ernst                               | Deutschland | 1984/1993 | 45'   | Animationsfilm   | Lutz Dammbeck Filmproduktion für La Sept/Arte und den WDR, Köln                                                          |
| Dürers Erben                               | Deutschland | 1995      | 59'   | Dokumentarfilm   | Lutz Dammbeck Filmproduktion für den MDR, Leipzig und Arte, Strasbourg                                                   |
| Das Meisterspiel                           | Deutschland | 1998      | 106'  | Dokumentarfilm   | Lutz Dammbeck Filmproduktion für den WDR, Köln                                                                           |
| Das Netz – Unabomber, LSD und Internet     | Deutschland | 2003      | 121'  | Dokumentarfilm   | Lutz Dammbeck Filmproduktion für den SWR, Baden-Baden                                                                    |
| Besuch bei Rudolf Arnheim                  | Deutschland | 2004      | 20'   | Dokumentation    | Lutz Dammbeck Filmproduktion, Hamburg                                                                                    |
| Overgames                                  | Deutschland | 2007/2015 | 164'  | Dokumentarfilm   | Lutz Dammbeck Filmproduktion, Hamburg, in Co-Produktion mit dem RBB, Brandenburg, in Zusammenarbeit mit Arte, Strasbourg |
| Bruno & Bettina, Gespräch mit Masao Adachi | Deutschland | 2018      | 105'  | Dokumentarfilm   | |